# یواس‌اس فارست (دی‌دی-۴۶۱)
یواس‌اس فارست (دی‌دی-۴۶۱) (به انگلیسی: USS Forrest (DD-461)) یک کشتی بود که طول آن ۳۴۸ فوت ۳ اینچ (۱۰۶٫۱۵ متر) بود. این کشتی در سال ۱۹۴۱ ساخته شد.